# Тимашев, Александр Александрович
Алекса́ндр Алекса́ндрович Тима́шев (30 января (11 февраля) 1857 — 15 (28) августа 1904) — офицер Кавалергардского полка, шталмейстер, в 1901—1904 годах оренбургский губернский предводитель дворянства.

## Биография
Сын министра внутренних дел А. Е. Тимашева и его жены Е. А. Пашковой (1829—1899), внук А. В. Пашкова. Крещен 3 марта 1857 года в церкви Новомихайловского дворца при восприемстве деда А. В. Пашкова и М. П. Полторацкой.
Воспитывался дома, в 1873 году поступил экстерном в Пажеский корпус, откуда из камер-пажей был произведён 10 июня 1877 года корнетом в Кавалергардский полк и назначен помощником заведующего учебной командой. С 1 апреля 1879 года по 24 марта 1880 года исполнял должность полкового адъютанта. В 1881 году был произведён в поручики и назначен помощником заведующего учебной командой.
23 июля 1883 года был причислен к Министерству внутренних дел, с зачислением по гвардейской кавалерии, а в 1885 году был зачислен в запас гвардейской кавалерии. В 1886 году был назначен чиновником для поручений при начальнике Главного штаба, в следующем году — адъютантом к военному министру. В 1888 году был произведён в штабс-ротмистры, а в 1894 году — в ротмистры. В 1898 году Александру Александровичу было высочайше разрешено носить золотую медаль, пожалованную его отцу за освобождение крестьян. 10 ноября 1898 года вышел в отставку в чине полковника, а 5 января 1899 года ему было Высочайше разрешено носить мундир Кавалергардского полка.
Унаследовал в Оренбургской губернии родовое имение Ташла (около 80000 десятин) с винокуренным и конским заводами. В самом селе Тимашевым были построены две школы, богадельня и больница, учреждены ясли, чайные и пожарная команда, выезжавшая на все пожары в районе до 15 вёрст от села; был проведён телеграф из Оренбурга в Ташлу. С 1885 года состоял почётным мировым судьей Оренбургского округа. В 1901 году был избран оренбургским губернским предводителем дворянства и пожалован в должность шталмейстера.

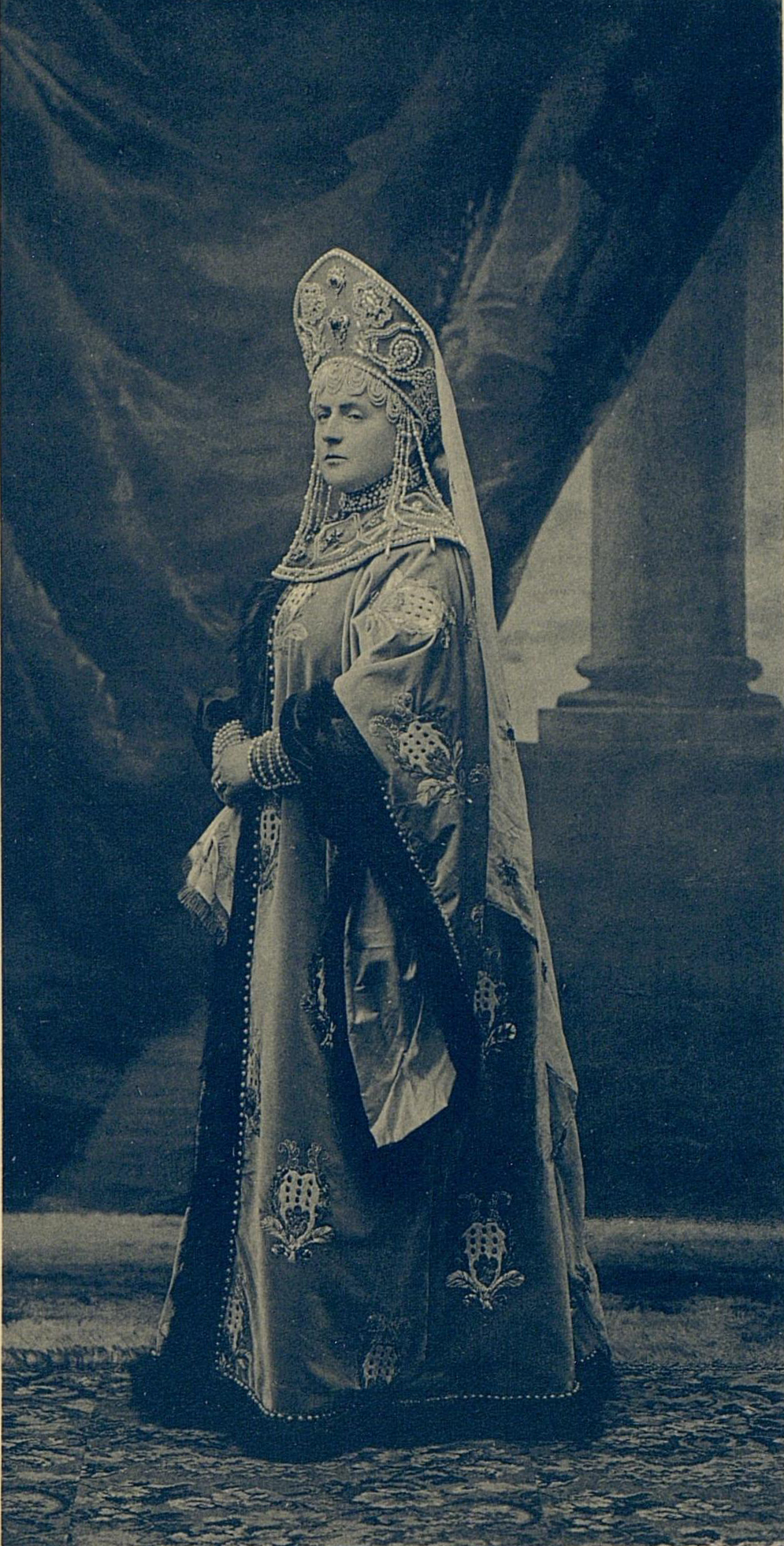
Надежда Тимашева на костюмированном балу 1903

Умер 15 августа 1904 года в селе Ташле и был погребён в семейном склепе.

## Семья
Жена (с 1882 года) — Надежда Сергеевна Шереметева (1860—1944), фрейлина двора (1880), дочь Сергея Сергеевича Шереметева (1821—1884) от его второго брака с графиней Софьей Михайловной Муравьевой (1833—1880). По словам М. М. Осоргина, «отец Нади Шереметевой был страшнейший известный пьяница и, к сожалению, этот порок передал дочери». Умерла в эмиграции в Париже. В браке родилось 9 детей, среди которых:
- Николай (1883—1912), воспитанник Пажеского корпуса (1903), кавалергард, покончил жизнь самоубийством.
- Софья (1884—1939), фрейлина, замужем (1907) за кавалергардом Александром Григорьевичем Чертковым (1883—1938).
- Елизавета (1885—1944), была замужем[4] за подпоручиком лейб-гвардии Преображенского полка Вадимом Александровичем Нарышкиным (1892—1952), умерла в эмиграции в Англии.
- Сергей (1887—1933), воспитанник Пажеского корпуса, гвардейский офицер, женат[5] на княжне Александре Петровне Трубецкой (1894—1953), эмигрировал во Францию.
- Александр (1889—1919), штабс-ротмистр Кавалергардского полка. Участник Белого движения в составе ВСЮР, командир 3-го эскадрона Кавалергардского дивизиона. Умер в харьковском госпитале в октябре 1919 года[6].
- Георгий (1891—1925), студент Санкт-Петербургского университета, участник Первой мировой войны. Умер в эмиграции во Франции.
- Кира (1895—?), замужем за потомственным дворянином Георгием Евгеньевичем Гернгроссом (1892—1937)